# 陽光日報
阳光日报也称光芒日报，是马来西亚的马来文报纸之一。总部位于雪兰莪莎亚南，于2006年7月31日首次发行。该报主要在马来西亚西马东海岸发行。从2007年9月开始，该报业务扩展至雪兰莪州到整个西马地区。该报纸从星期一到星期五每周出版五天。
与受到政党控制的大部分马来文报章不同，阳光日报不依靠政府支持，也不属于任何的政党，其立场独立。该报的文章和专栏文章也提出马来西亚政治各方面的观点，并经常举行公共论坛和辩论，邀请政界人士和公众人物根据自己的观点发言。除了关于国家新闻之外，它还提供吉兰丹州和登嘉楼地区的最新新闻，同时也包括体育新闻、旅游信息、妇女和外国新闻。
阳光日报由Akhbar Cabaran公司发行，该公司与马来西亚主要出版公司Kumpulan Karangkraf＆Ultimate Group of Companies有关联。该公司由吉兰丹的马来媒体大亨拿督胡桑慕丁和兄长拿督菲克里在1978年创立。

## 发行
阳光日报最初的发行范围仅涵盖东海岸吉兰丹州和登嘉楼州地区。从2007年4月，扩展发行至彭亨州。2007年底，扩展发行至雪兰莪州吉隆坡和布城。2009年1月，扩展发行至霹雳州、槟城、吉打和玻璃市。2010年6月18日，扩展发行至马六甲、森美兰和柔佛州。2018年5月9日，阳光日报加入以保障品牌安全和建立监管制度，连带保护广告商权益的马来西亚优质出版商广告交易平台（MPPM）。

## 争议
2010年4月7日，民主行动党全国主席卡巴星被马来团体「半岛马来学生联合会」（GPMS）引述《阳光日报》的报导，举报他质疑马来人特权。卡巴星对此提控《阳光日报》的错误报道，要求警方必须援引《1984年出版及印刷法令》调查这家报社。
2011年8月23日，《阳光日报》在报章的资讯栏上刊登两篇指责基督教组织向回教徒宣教的文章。其中一篇指责基督教向回教徒的宣教活动已经违反联邦宪法，呼吁政府成立研究中心，提早发现叛教活动。第二篇指责基督教组织向回教徒鼓吹滥交和合理化娼妓的计划，企图借助不道德活动来摧毁回教社会的文章。而第二篇文章被网络媒体《当今大马》揭露是不实报道。《阳光日报》董事经理胡桑慕丁（Hussamuddin Yaacub）随着通过推特承认资讯有误，向所有读者和基督教徒作出道歉，并且承诺将在明早报章撤回有关报道。大马基督教协进会隔日对此仍然不感到满意，批评他们没有表示悔意。大马基督教协进会总秘书赫曼沙斯提里（Hermen Shastri）要求《阳光日报》编辑室和管理层必须证明提出制度改革的诚意，并批评该文章明显是「荒谬、错误、煽动，以及另一宗教的公然攻击。」。
2013年2月18日，华裔穆斯林学者郑全行在《阳光日报》刊登一篇题为《穆斯林的容忍有限度》，含有仇恨和歧视兴都教徒的争议文章，引起数十名非政府组织成员到该报莎亚南总部抗议。《阳光日报》执行顾问加里尔承认是编辑疏失，向抗议者致歉，并承诺该报明天将公开道歉，同时也会要求郑全行道歉。郑全行在《阳光日报》的专栏之后也被暂停，但该报高层否认是因受压而暂停郑全行的专栏。
2015年2月16日，《阳光日报》作者专栏刊登一篇华裔穆斯林学者郑全行撰写题为「当无知者讲话」的文章，内容涉及他批评马来社会精英组织（G25）指吉兰丹不适合落实伊刑法的课题，和对华裔女性穿着与强奸案的看法，引起网民批评该报是侮辱女性和散布仇恨内容，影响报章形象，建议关闭该专拦。
2018年1月12日，《阳光日报》被冒名在网络上发布一则指若国阵败选，首相纳吉·阿都拉萨将入狱的报导，新闻上方还附上《阳光日报》的标志。总编辑诺丁（Norden Mohamed）随着在网站上澄清是假新闻，并呼籲民眾和社交媒體用戶在阅读新闻时必须谨慎，以免上当。
2018年2月9日，《阳光日报》刊登一则关于LGBT团体特征的报导。内容指男同志喜欢留胡子、穿紧身、无袖、V领的衣物，来炫耀自己的腹肌、体格，还喜欢穿名牌服装，同时也喜爱建身。女同志则享受和别的女子拥抱和牵手，且喜欢独处，也会贬低、讨厌男人，引起服装业者与同志维权分子的炮轰，批评该报导是无稽之谈，更影响服装业者的生意。
2020年12月9日，董总主席陈大锦对《阳光日报》在一则新闻题为「Perlu ikut prinsip kepelbagaian budaya, kata Dong Zong」的报导表示遗憾。该报导引述了陈大锦对董教总不认同在马来文科推行爪夷字教学方式的看法。陈大锦指责该报导首段落的诠释并不确实，以致社会各界包括前教育部长马智礼对此断章取义，引发社会混淆。